# Sergio Berlato
Pour les articles homonymes, voir Berlato.
Sergio Berlato (né le 27 juillet 1959 à Marano Vicentino) est un homme politique italien, membre du parti Frères d'Italie (FdI).

## Biographie
Il est député européen de 1999 à 2014. Il fait partie du groupe du Parti populaire européen. Il est membre de la commission de l'environnement, de la santé publique et de la sécurité alimentaire et membre de la délégation pour les relations avec les États-Unis.
N'étant pas retenu candidat par Forza Italia en mai 2014, il rejoint Frères d'Italie.